# اوندژی مازوخ
اوندژی مازوخ (چکی: Ondřej Mazuch؛ زادهٔ ۱۵ مارس ۱۹۸۹) بازیکن فوتبال اهل جمهوری چک است.
از باشگاه‌هایی که در آن بازی کرده است می‌توان به باشگاه فوتبال دنیپرو، باشگاه فوتبال اسپارتا پراگ، باشگاه فوتبال فیورنتینا، باشگاه فوتبال زبرویوفکا برنو، و باشگاه فوتبال اندرلشت اشاره کرد.
وی همچنین در تیم‌های ملی فوتبال زیر ۲۱ سال جمهوری چک و جمهوری چک بازی کرده است.